# Dinatriumtetracarbonylferraat
Dinatriumtetracarbonylferraat is een anorganische verbinding met als brutoformule Na2[Fe(CO)4]. De stof komt voor als een kleurloze, voor zuurstof gevoelige verbinding. Ze wordt hoofdzakelijk gebruikt in de organische synthese. Dit reagens wordt vooral gebruikt bij de synthese van aldehyden. Meestal wordt het gebruikt met dioxaan als ligand voor de natriumionen. Dit met dioxaan gesolvateerde complex is bekend geworden onder de naam Collmans reagens. Het tetracarbonylferraat-anion heeft een tetraëdrische structuur.

## Synthese
De verbinding is voor het eerst beschreven door Cooke in 1970. Tegenwoordig verloopt de synthese via de reductie van een oplossing van ijzerpentacarbonyl in THF met natriumnaftalenide. De opbrengst van de synthese is afhankelijk van de zuiverheid van het gebruikte ijzerpentacarbonyl.
{\displaystyle {\ce {Fe(CO)5 + 2Na -> Na2[Fe(CO)4] + CO}}}

## Reacties
- Als reagens is dinatriumtetracarbonylferraat in eerste instantie beschreven voor de omzetting van primaire alkylbromiden (RBr) in de overeenkomstige aldehyden in een twee-staps, one-pot-reactie:[8]

{\displaystyle {\ce {Na2[Fe(CO)4] + RBr -> Na[RFe(CO)4] + NaBr}}}
De ontstane oplossing wordt achtereenvolgens met trifenylfosfine (PPh3) en azijnzuur behandeld, waarna het aldehyde (RCHO) ontstaat.
- Dinatriumtetracarbonylferraat kan ook toegepast worden om zuurchlorides om te zetten in aldehyden. Net als bij Cookes ontdekking wordt een ijzeracylcomplex via protonolyse in het eindproduct omgezet:

{\displaystyle {\ce {Na2[Fe(CO)4] + RCOCl -> Na[RC(O)Fe(CO)4] + NaCl}}}
{\displaystyle {\ce {Na[RC(O)Fe(CO)4] + HCl -> RCHO + Fe(CO)4 + NaCl}}}
- Met alkylhalogenides geeft dinatriumtetracarbonylferraat alkylcomplexen:

{\displaystyle {\ce {Na2[Fe(CO)4] + RX -> Na[RFe(CO)4] + NaX}}}
Deze ijzer-alkylcomplexen kunnen worden omgezet in de carbonzuren of zuurchloriden:
{\displaystyle {\ce {Na[RFe(CO)4] + O2 + H+ -> RCO2H + Fe[...]}}}
{\displaystyle {\ce {Na[RFe(CO)4] + X2 -> RC(O)X + FeX2 + 3 CO + NaCl}}}
De grote aantrekkingskracht van deze syntheseroutes ligt in de lage prijs van de ijzercarbonylverbindingen en het feit dat ze relatief groen zijn omdat de bijproducten uit nauwelijks milieubelastende ijzerzouten bestaan.